# Cazaux-Debat
Pour les articles homonymes, voir Debat.
Cazaux-Debat est une commune française située dans le sud-est du département des Hautes-Pyrénées, en région Occitanie. Sur le plan historique et culturel, la commune est dans le Pays d'Aure, constitué de la vallée de la Neste (en aval de Sarrancolin), de la vallée d'Aure (en amont de Sarrancolin) et de la vallée du Louron.
Exposée à un climat de montagne, elle est drainée par la Neste du Louron et par un autre cours d'eau. La commune possède un patrimoine naturel remarquable composé de cinq zones naturelles d'intérêt écologique, faunistique et floristique.
Cazaux-Debat est une commune rurale qui compte 33 habitants en 2022, après avoir connu un pic de population de 136 habitants en 1851. .
Ses habitants sont appelés les Cabatois.

## Géographie

### Localisation
La commune de Cazaux-Debat se trouve dans le département des Hautes-Pyrénées, en région Occitanie.
Elle se situe à 46 km à vol d'oiseau de Tarbes, préfecture du département, à 27 km de Bagnères-de-Bigorre, sous-préfecture, et à 24 km de Capvern, bureau centralisateur du canton de Neste, Aure et Louron dont dépend la commune depuis 2015 pour les élections départementales.
La commune fait en outre partie du bassin de vie d'Arreau.
Les communes les plus proches sont : 
Ris (1,1 km), Jézeau (1,5 km), Lançon (1,5 km), Bordères-Louron (2,0 km), Pailhac (2,6 km), Cadéac (2,8 km), Arreau (2,8 km), Gouaux (3,2 km).
Sur le plan historique et culturel, Cazaux-Debat fait partie du pays de la vallée d'Aure ou pays d'Aure, constitué de la vallée de la Neste (en aval de Sarrancolin), de la vallée d'Aure (en amont de Sarrancolin) et de la vallée du Louron (confluente à Arreau).

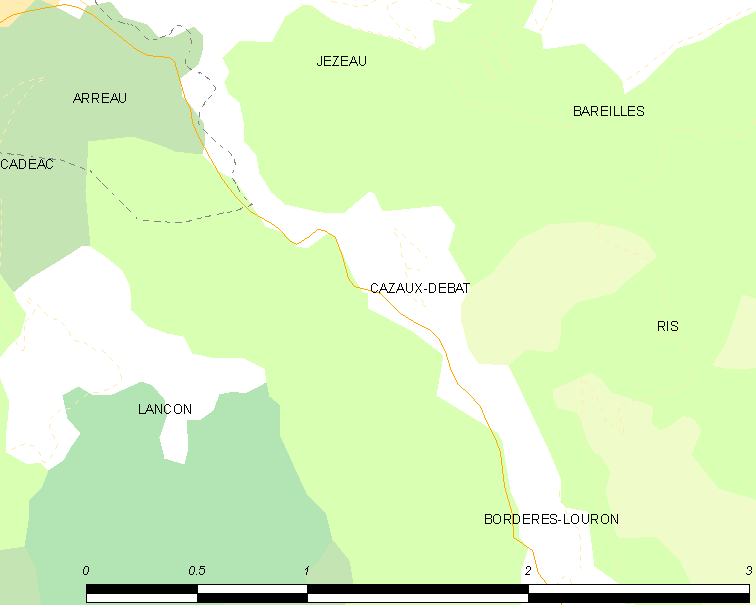
Carte de la commune de Cazaux-Debat et des proches communes.

| Arreau | Jézeau          | Bareilles |
| Lançon | Cazaux-Debat    | Ris       |
|        | Bordères-Louron |           |

### Paysages et relief

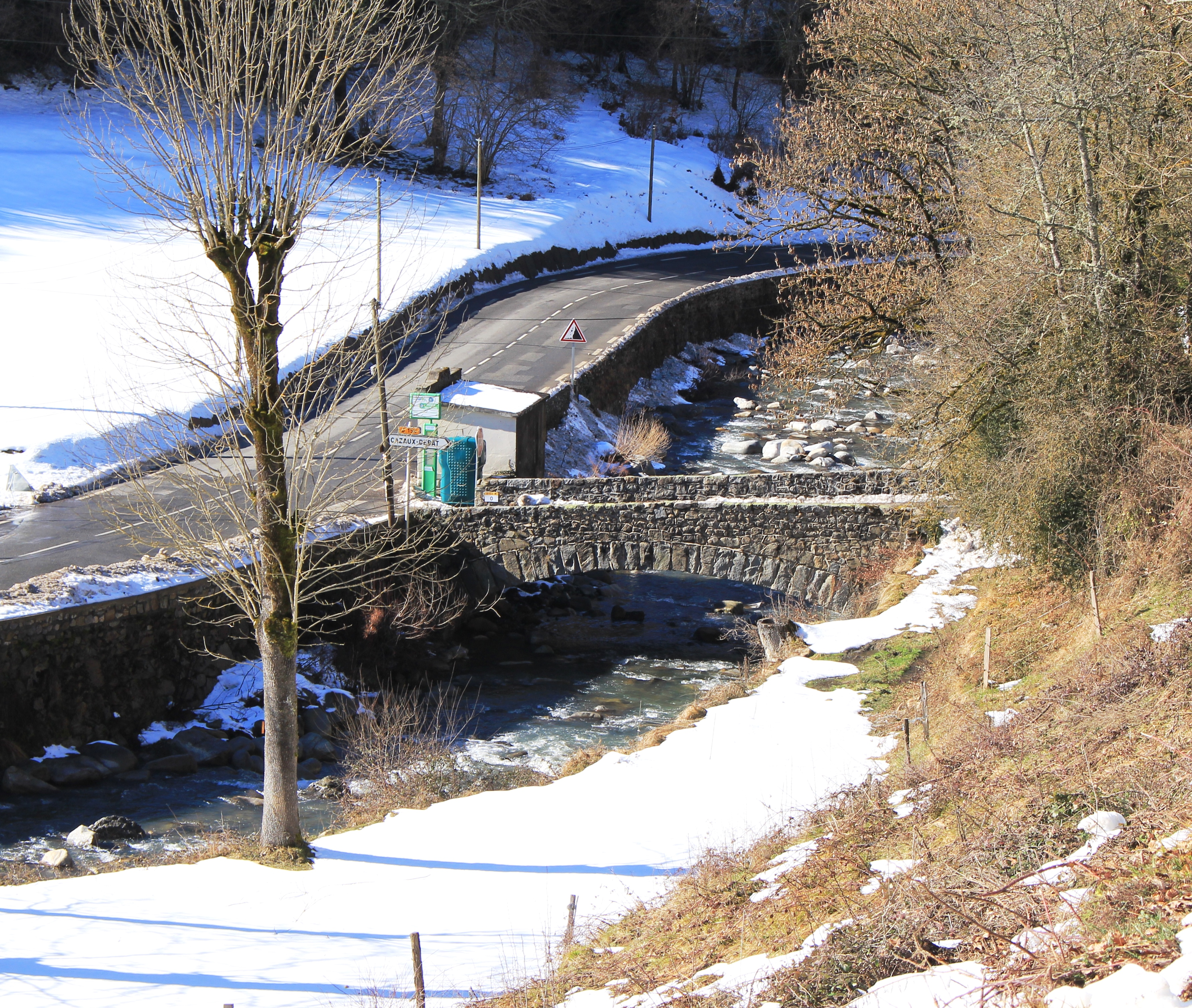
Le pont d'accès à Cazaux-Debat au-dessus de la Neste du Louron.

### Hydrographie
La commune est dans le bassin versant de la Garonne, au sein du bassin hydrographique Adour-Garonne. Elle est drainée par la Neste du Louron, le ruisseau Galays et par un petit cours d'eau, constituant un réseau hydrographique de 4 km de longueur totale,.
La Neste du Louron, d'une longueur totale de 32 km, prend sa source dans la commune de Loudenvielle et s'écoule du sud vers le nord. Il traverse la commune et se jette dans la Neste à Arreau, après avoir traversé 10 communes.

### Climat
Le climat qui caractérise la commune est qualifié, en 2010, de « climat de montagne », selon la typologie des climats de la France qui compte alors huit grands types de climats en métropole. En 2020, la commune ressort du même type de climat dans la classification établie par Météo-France, qui ne compte désormais, en première approche, que cinq grands types de climats en métropole. Pour ce type de climat, la température décroît rapidement en fonction de l'altitude. On observe une nébulosité minimale en hiver et maximale en été. Les vents et les précipitations varient notablement selon le lieu.
Les paramètres climatiques qui ont permis d’établir la typologie de 2010 comportent six variables pour les températures et huit pour les précipitations, dont les valeurs correspondent à la normale 1971-2000. Les sept principales variables caractérisant la commune sont présentées dans l'encadré ci-après.
| Paramètres climatiques communaux sur la période 1971-2000 - Moyenne annuelle de température : 9,7 °C - Nombre de jours avec une température inférieure à −5 °C : 7,2 j - Nombre de jours avec une température supérieure à 30 °C : 4 j - Amplitude thermique annuelle : 14,5 °C - Cumuls annuels de précipitation : 1 038 mm - Nombre de jours de précipitation en janvier : 10,1 j - Nombre de jours de précipitation en juillet : 8,4 j |

Avec le changement climatique, ces variables ont évolué. Une étude réalisée en 2014 par la Direction générale de l'Énergie et du Climat complétée par des études régionales prévoit en effet que la  température moyenne devrait croître et la pluviométrie moyenne baisser, avec toutefois de fortes variations régionales. Ces changements peuvent être constatés sur la station météorologique de Météo-France la plus proche, « Arreau Borderes », sur la commune d'Arreau, mise en service en 1943 et qui se trouve à 3 km à vol d'oiseau,, où la température moyenne annuelle est de 9,6 °C et la hauteur de précipitations de 894,8 mm pour la période 1981-2010.
Sur la station météorologique historique la plus proche, « Tarbes-Lourdes-Pyrénées », sur la commune d'Ossun, mise en service en 1946 et à 47 km, la température moyenne annuelle évolue de 12,2 °C pour la période 1971-2000, à 12,6 °C pour 1981-2010, puis à 12,9 °C pour 1991-2020.

### Milieux naturels et biodiversité
L’inventaire des zones naturelles d'intérêt écologique, faunistique et floristique (ZNIEFF) a pour objectif de réaliser une couverture des zones les plus intéressantes sur le plan écologique, essentiellement dans la perspective d’améliorer la connaissance du patrimoine naturel national et de fournir aux différents décideurs un outil d’aide à la prise en compte de l’environnement dans l’aménagement du territoire.
Deux ZNIEFF de type 1 sont recensées sur la commune :
« la Neste du Louron et ses affluents » (145 ha), couvrant 15 communes du département et 
les « vallons forestiers et milieux subalpins en rive droite du bas Louron » (6 635 ha), couvrant 17 communes dont deux dans la Haute-Garonne et 15 dans les Hautes-Pyrénées
et trois ZNIEFF de type 2, : 
- les « Garonne amont, Pique et Neste » (1 788 ha), couvrant 112 communes dont 42 dans la Haute-Garonne et 70 dans les Hautes-Pyrénées[25] ;
- la « Haute vallée d'Aure » (43 605 ha), couvrant 38 communes du département[26] ;
- la « vallée du Louron » (16 472 ha), couvrant 30 communes dont six dans la Haute-Garonne et 24 dans les Hautes-Pyrénées[27].

## Urbanisme

### Typologie
Au 1er janvier 2024, Cazaux-Debat est catégorisée commune rurale à habitat très dispersé, selon la nouvelle grille communale de densité à sept niveaux définie par l'Insee en 2022.
Elle est située hors unité urbaine et hors attraction des villes,.

### Occupation des sols
L'occupation des sols de la commune, telle qu'elle ressort de la base de données européenne d’occupation biophysique des sols Corine Land Cover (CLC), est marquée par l'importance des forêts et milieux semi-naturels (75 % en 2018), une proportion identique à celle de 1990 (75 %). La répartition détaillée en 2018 est la suivante : 
forêts (62,8 %), zones agricoles hétérogènes (25 %), milieux à végétation arbustive et/ou herbacée (12,2 %).
L'IGN met par ailleurs à disposition un outil en ligne permettant de comparer l’évolution dans le temps de l’occupation des sols de la commune (ou de territoires à des échelles différentes). Plusieurs époques sont accessibles sous forme de cartes ou photos aériennes : la carte de Cassini (XVIIIe siècle), la carte d'état-major (1820-1866) et la période actuelle (1950 à aujourd'hui).

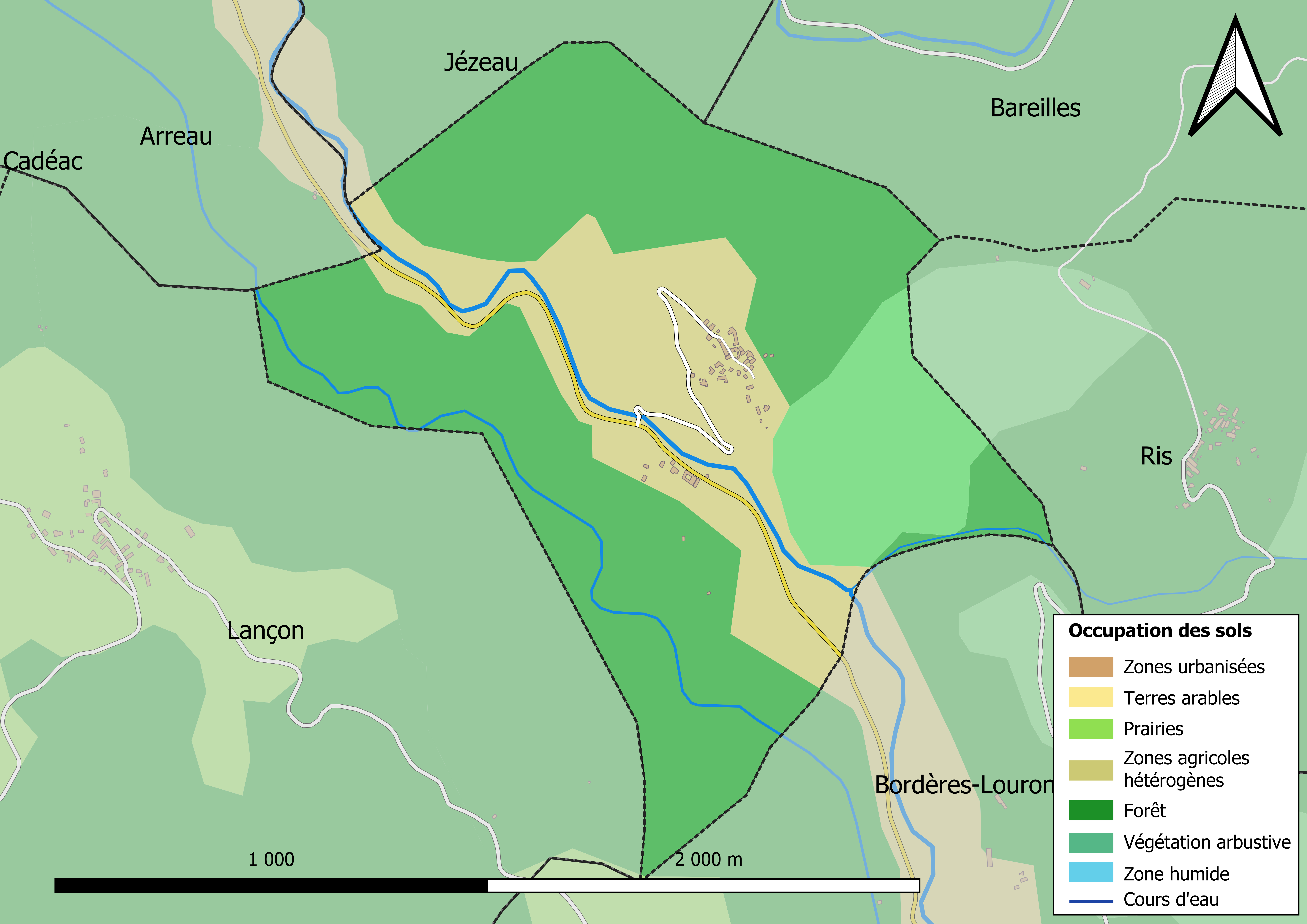
Carte des infrastructures et de l'occupation des sols en 2018 (CLC) de la commune.
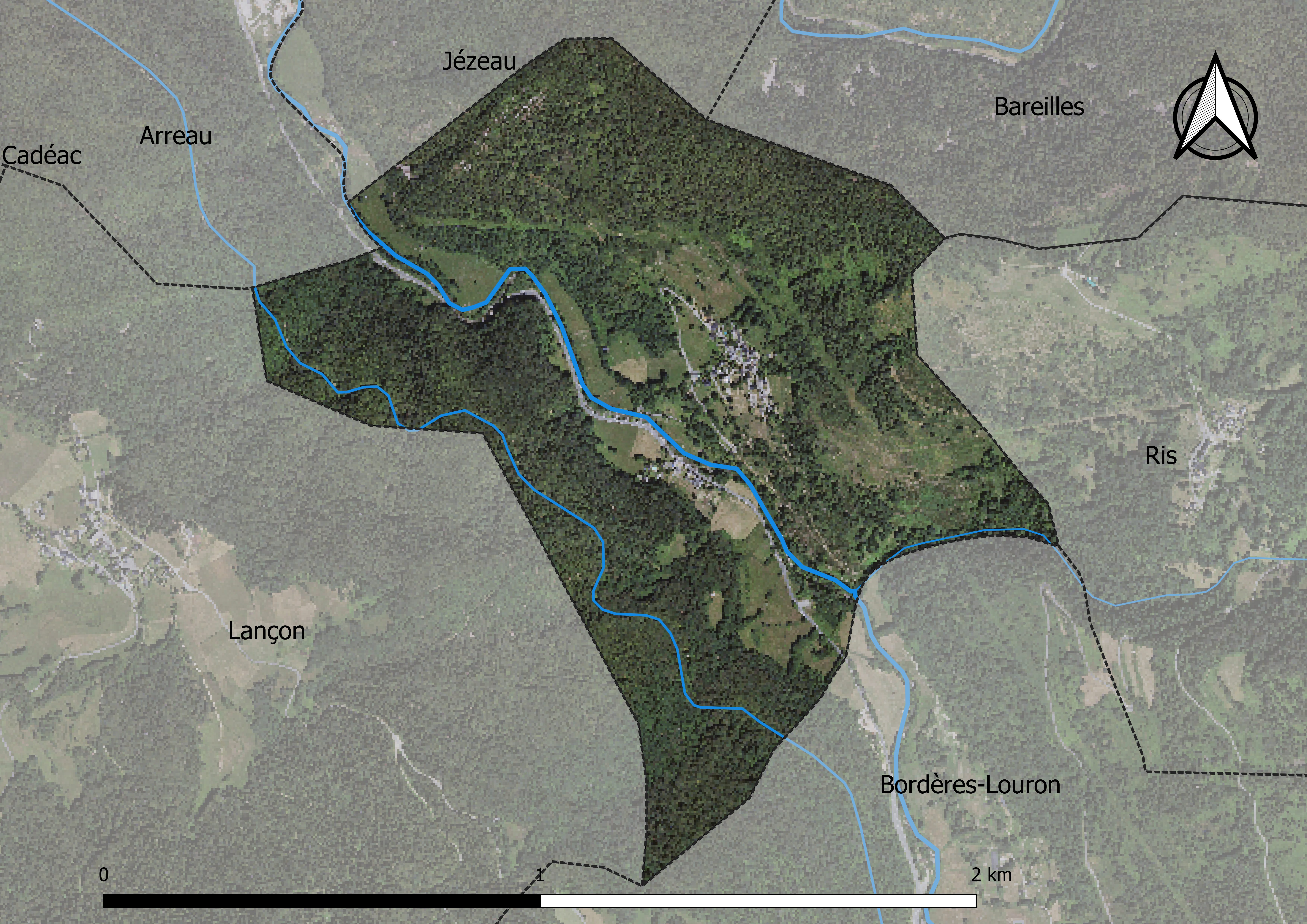
Carte orthophotogrammétrique de la commune.

### Logement
En 2012, le nombre total de logements dans la commune est de 27.

Parmi ces logements, 29.3  % sont des résidences principales, 56.5  % des résidences secondaires 14.1  % des logements vacants.

### Voies de communication et transports
Cette commune est desservie par la route départementale D 618 et par la route départementale D 156.

## Toponymie

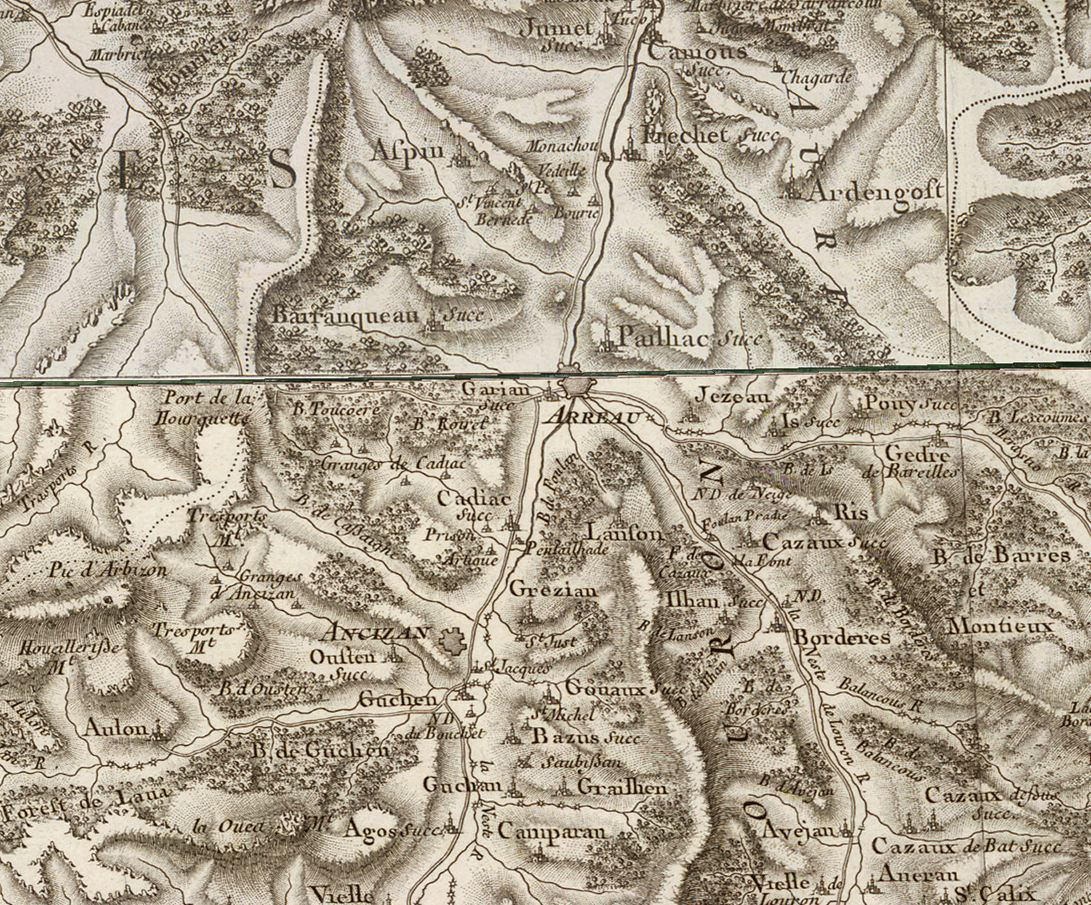
Extrait de la carte de Cassini (entre 1756 et 1789) situant Cazaux-Debat au sud est d'Arreau

On trouvera les principales informations dans le Dictionnaire toponymique des communes des Hautes Pyrénées de Michel Grosclaude et Jean-François Le Nail qui rapporte les dénominations historiques du village :
Dénominations historiques :
- de Casali, de Casalibus, latin (1387, pouillé du Comminges) ;
- Cazaux en Aure, (1723-1769, registres paroissiaux) ;
- Cazaux, (1790, Département 1) ;
- Cazaux d’Aure, (1790, Département 2) ;
- Cazaux, (1801, Département 3) ;
- Cazaux-Debat, (1806, Laboulinière).

Étymologie : du gascon casau (propriété rurale) et devath (= au nord, en aval).
Nom occitan : Cadaus de Devath.

## Histoire

### Cadastre napoléonien de Cazaux-Debat
Le plan cadastral napoléonien de Cazaux-Debat est consultable sur le site des archives départementales des Hautes-Pyrénées.

## Politique et administration

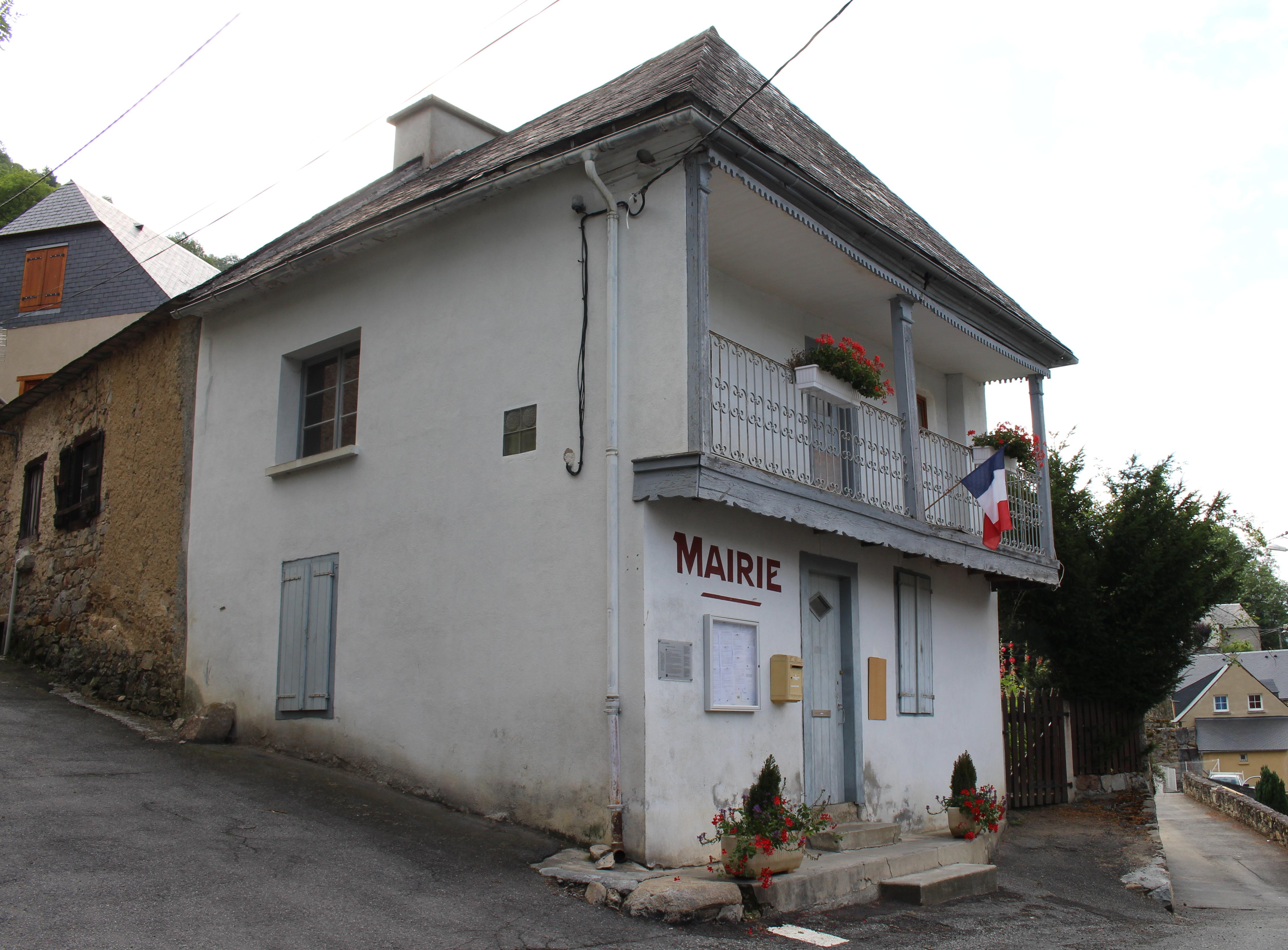
La mairie en 2014.

### Liste des maires
| Période                                  | Période   | Identité          | Étiquette | Qualité |
| ---------------------------------------- | --------- | ----------------- | --------- | ------- |
| Les données manquantes sont à compléter. |           |                   |           |         |
|                                          |           |                   |           |         |
| mars 1995                                | mars 2008 | Charles Ferrou    |           |         |
| mars 2008                                | mars 2014 | Françoise Buisson | SE        |         |
| mars 2014                                | mars 2020 | Pierre Bouygard   | SE        |         |
| mars 2020                                | en cours  | Bernard Escoula   |           |         |

### Rattachements administratifs et électoraux

#### Historique administratif
Sénéchaussée d'Auch, pays des Quatre-Vallées, vallée d'Aure ou élection de Rivière-Verdun vallée du Louron, canton de Bordères-Louron puis d'Arreau (1790) de Bordères-Louron (depuis 1801). Cité en 1790 comme Cazaux d'Aure pour le distinguer de Cazaux-Fréchet.

#### Intercommunalité
Cazaux-Debat appartient à la communauté de communes Aure Louron créée au 1er janvier 2017 et qui réunit 47 communes.

## Population et société

### Démographie

#### Évolution démographique
| 1793 | 1800 | 1806 | 1821 | 1831 | 1836 | 1841 | 1846 | 1851 |
| ---- | ---- | ---- | ---- | ---- | ---- | ---- | ---- | ---- |
| 90   | 63   | 96   | 93   | 97   | 122  | 121  | 128  | 136  |

| 1856 | 1861 | 1866 | 1872 | 1876 | 1881 | 1886 | 1891 | 1896 |
| ---- | ---- | ---- | ---- | ---- | ---- | ---- | ---- | ---- |
| 115  | 108  | 100  | 103  | 100  | 84   | 85   | 86   | 77   |

| 1901 | 1906 | 1911 | 1921 | 1926 | 1931 | 1936 | 1946 | 1954 |
| ---- | ---- | ---- | ---- | ---- | ---- | ---- | ---- | ---- |
| 68   | 75   | 54   | 43   | 42   | 35   | 40   | 41   | 30   |

| 1962 | 1968 | 1975 | 1982 | 1990 | 1999 | 2005 | 2006 | 2010 |
| ---- | ---- | ---- | ---- | ---- | ---- | ---- | ---- | ---- |
| 22   | 19   | 15   | 13   | 14   | 12   | 20   | 21   | 18   |

| 2015 | 2020 | 2022 | - | - | - | - | - | - |
| ---- | ---- | ---- | - | - | - | - | - | - |
| 30   | 31   | 33   | - | - | - | - | - | - |

### Enseignement
La commune dépend de l'académie de Toulouse. Elle ne dispose plus d'école en 2016.

## Économie

### Emploi
|                | 2008  | 2013  | 2018  |
| -------------- | ----- | ----- | ----- |
| Commune        | 0 %   | 0 %   | 0 %   |
| Département    | 7,7 % | 9,4 % | 9,8 % |
| France entière | 8,3 % | 10 %  | 10 %  |

En 2018, la population âgée de 15 à 64 ans s'élève à 19 personnes, parmi lesquelles on compte 94,4 % d'actifs (94,4 % ayant un emploi et 0 % de chômeurs) et 5,6 % d'inactifs,. Depuis 2008, le taux de chômage communal (au sens du recensement) des 15-64 ans est inférieur à celui de la France et du département.
La commune est hors attraction des villes,. Elle compte 3 emplois en 2018, contre 2 en 2013 et 3 en 2008. Le nombre d'actifs ayant un emploi résidant dans la commune est de 18, soit un indicateur de concentration d'emploi de 17,5 % et un taux d'activité parmi les 15 ans ou plus de 81 %.
Sur ces 18 actifs de 15 ans ou plus ayant un emploi, 2 travaillent dans la commune, soit 12 % des habitants. Pour se rendre au travail, la totalité des habitants utilise un véhicule personnel ou de fonction à quatre roues.

## Culture locale et patrimoine

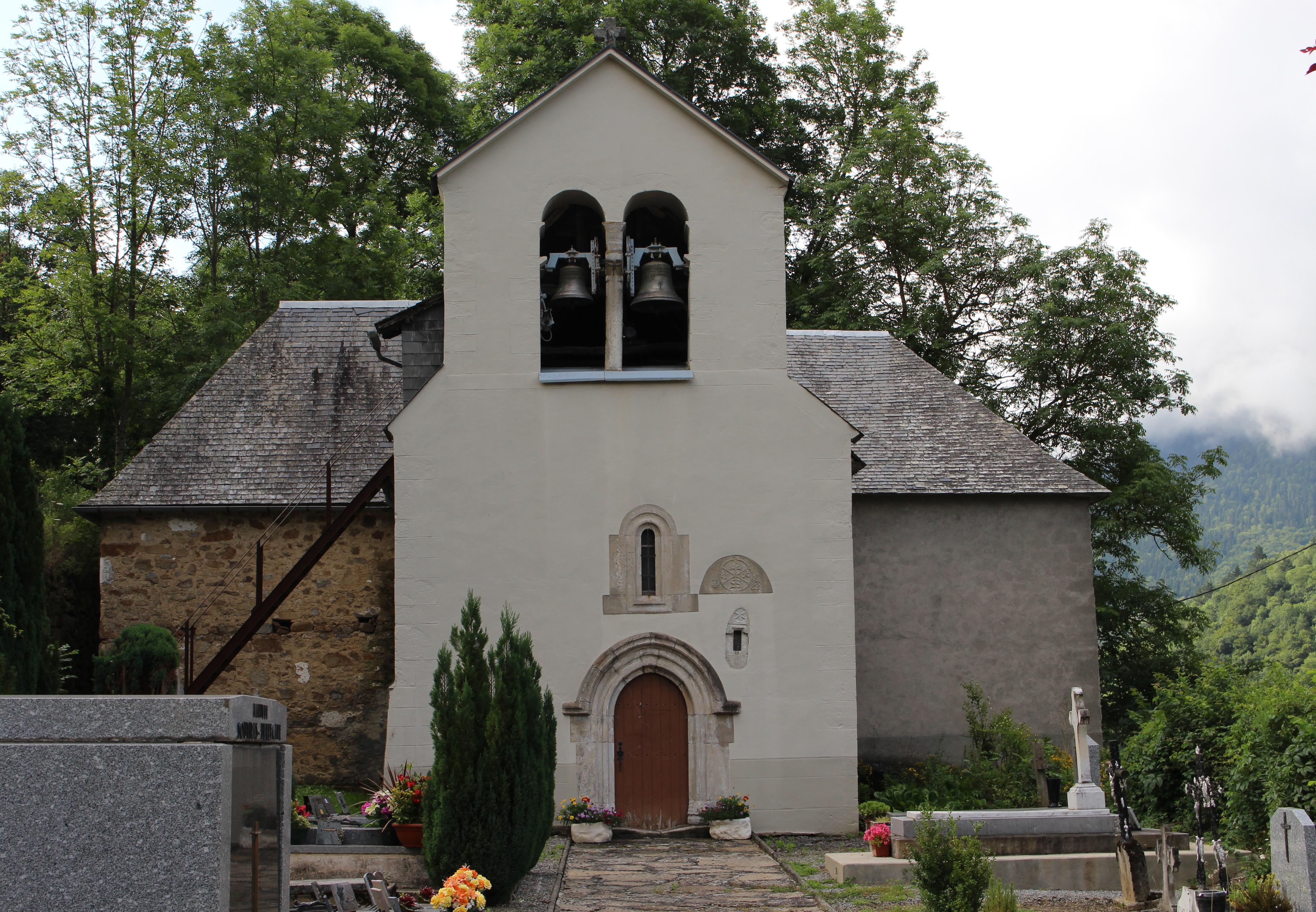
L'église Saint-Saturnin en 2014.

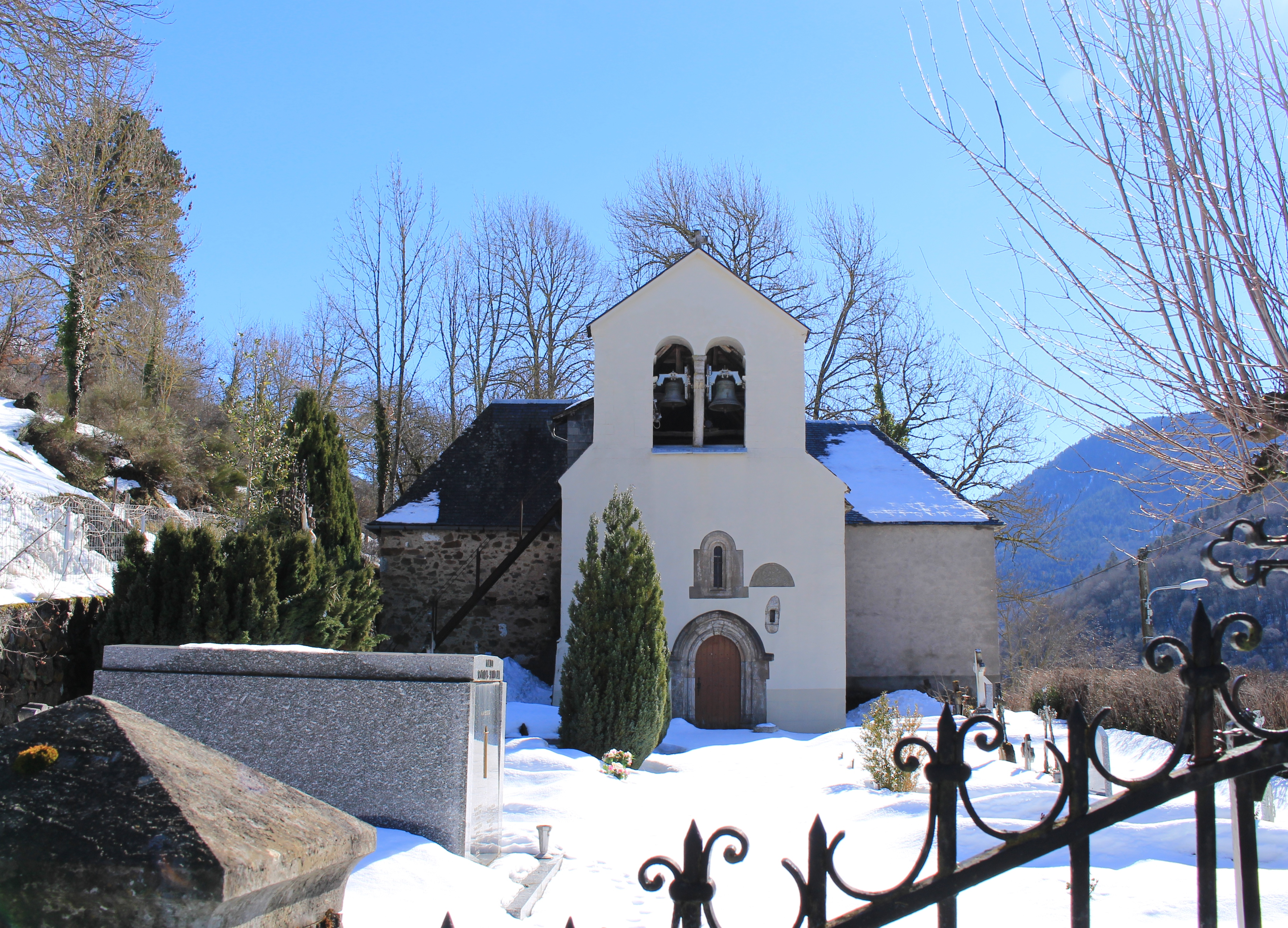
L'église Saint-Saturnin (hiver 2019).

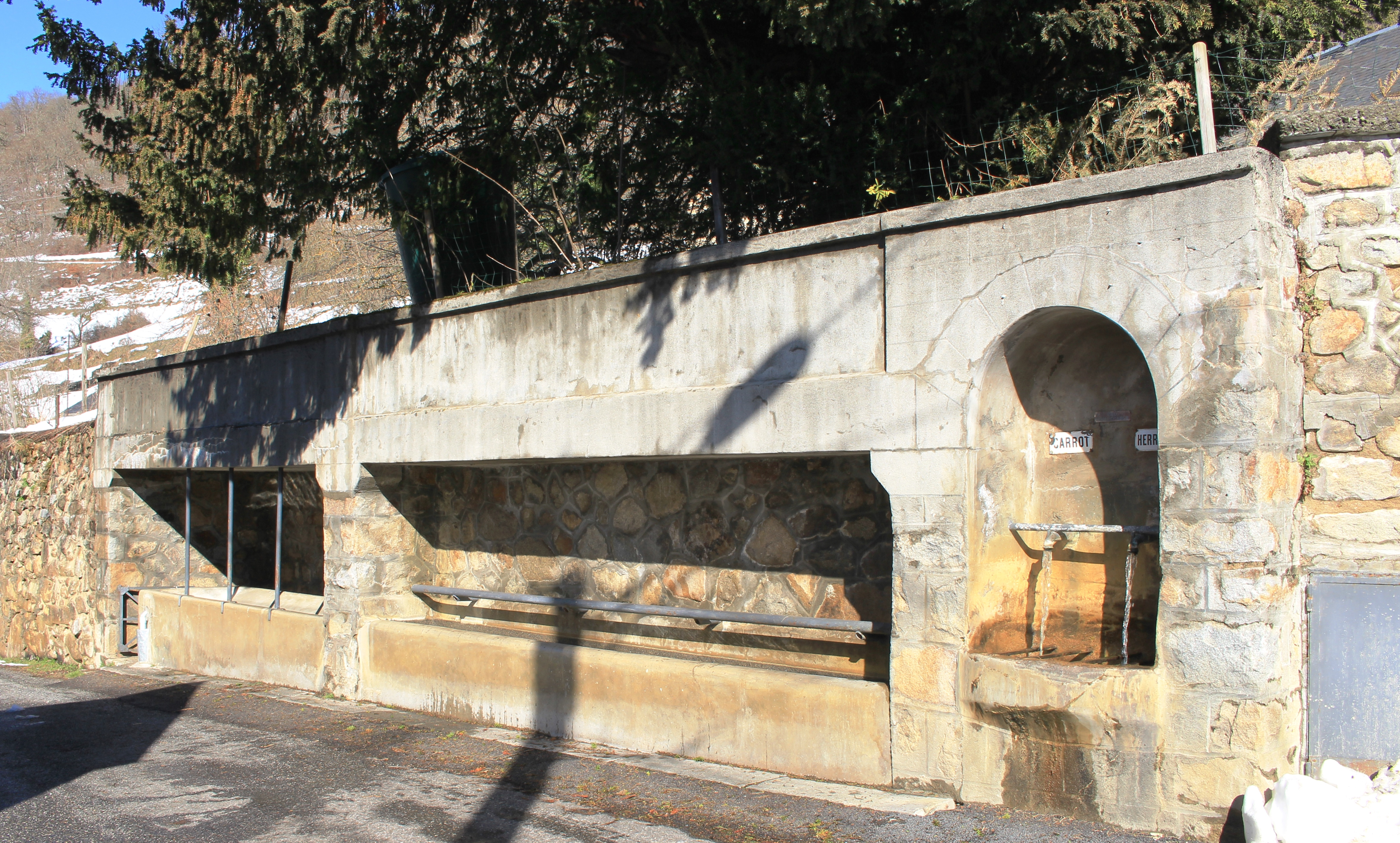
Le lavoir de Cazaux-Debat en 2019.

### Lieux et monuments
- Église Saint-Saturnin de Cazaux-Debat.
- Chapelle Saint-Jean de Cazaux-Debat.
- Lavoir.

### Héraldique
| Blason | Blasonnement : D'azur à la croix alésée d'argent cantonnée, en pointe, de deux sapins du même sur une terrasse de sinople, au chef aussi d'argent à la branche aussi de sinople posée en barre, accostée de deux fleurs de lys d'or.(armes fautives) |